# Strathfieldmassakern
Strathfieldmassakern är benämningen på den massaker som ägde rum i köpcentrumet Strathfield Plaza i Strathfield, en förort till Sydney i Australien, den 17 augusti 1991. Gärningsmannen var den 33-årige Wade John Frankum. Motivet för gärningen har förblivit okänt.
Wade John Frankum inledde massakern i köpcentrets kafeteria omkring kl. 15:30 när han drog fram en kniv och helt utan provokation högg ihjäl en flicka som satt vid ett bord strax bakom honom. Han tog därefter fram ett halvautomatiskt gevär av typen SKS ur en medhavd väska och började skjuta mot gästerna inne i kafeterian. Han dödade och skadade ett flertal personer och rörde sig därefter upp mot köpcentrets takvåning där det fanns en bilparkering. Där tog han en kvinna som gisslan i hennes bil men ångrade sig kort därefter när han insåg att polisen närmade sig. Han lämnade då bilen och avlossade ett antal skott mot de poliser som försökte ta sig upp på taket. Frankum tog därefter sitt liv genom att skjuta sig själv i huvudet. Massakern varade i omkring 10 minuter och totalt 8 personer (inklusive gärningsmannen själv) dog. Ytterligare 6 personer skadades.